# Bou Hanifia el Hamamat
Bou Hanifia el Hamamat är en ort i Algeriet.   Den ligger i provinsen Muaskar, i den norra delen av landet, 300 km sydväst om huvudstaden Alger. Bou Hanifia el Hamamat ligger 232 meter över havet och antalet invånare är 27 576.
Terrängen runt Bou Hanifia el Hamamat är huvudsakligen kuperad, men den allra närmaste omgivningen är platt. Bou Hanifia el Hamamat ligger nere i en dal. Runt Bou Hanifia el Hamamat är det ganska tätbefolkat, med 129 invånare per kvadratkilometer. Närmaste större samhälle är Mascara, 19,5 km nordost om Bou Hanifia el Hamamat. Omgivningarna runt Bou Hanifia el Hamamat är i huvudsak ett öppet busklandskap.